# شهرستان زبرخان
شهرستان زبرخان یکی از شهرستان‌های استان خراسان رضوی است  که با مصوبه مورخ ۲۱ اردیبهشت ۱۳۹۹ هیئت وزیران از بخش زبرخان شهرستان نیشابور، به عنوان سی و دومین شهرستان استان خراسان رضوی  به شهرستان ارتقاء یافت. بر اساس مصوبه هیئت دولت، شهر قدمگاه به عنوان مرکز شهرستان ، شهر خرو به عنوان مرکز بخش مرکزی و شهر اسحاق‌آباد مرکز بخش اسحاق‌آباد این شهرستان تعیین شد. شهر خرو پر جمعیت‌ترین شهر شهرستان است.
شهرستان زبرخان در ۹۵ کیلومتری جنوب غرب مشهد در مجاورت اتوبان سراسری تهران مشهد یا همان جاده ۴۴ ایران  واقع شده است که بر اساس اطلاعات سالنامه آماری سال ۱۴۰۱ منتشر شده توسط سازمان مدیریت و برنامه ریزی استان خراسان رضوی، دارای وسعت ۱۱۲۶ کیلومتر مربع و جمعیتی بالغ بر ۵۶۶۳۵ هزار نفر بر اساس سرشماری سال ۱۳۹۵ می باشد. این شهرستان در اردیبهشت ماه سال ۱۳۹۹ با مصوبه هیئت دولت از بخش زبرخان به شهرستان زبرخان ارتقاء یافت. شهرستان زبرخان دارای چهار شهر خرو، درود، قدمگاه و اسحاق‌آباد و ۶۴ روستا در دو بخش مرکزی و اسحاق آباد می باشند. 
شهرستان زبرخان به دلیل قرارگیری در حاشیه شاهراه ارتباطی شمال شرق کشور و  وجود بقعه تاریخی و مذهبی قدمگاه رضوی و مناطق توریستی و خوش آب و هوای درود و خرو به عنوان دومین شهر زیارتی استان پس از مشهد مقدس شناخته میشود که همواره مقصد بسیاری از گردشگران داخلی و خارجی بویژه از کشورهای پاکستان، هند، عراق و افغانستان میباشد.

## موقعیت جغرافیایی
شهرستان زبرخان بین ۲۵ درجه و ۵۲ دقیقه شمالی و نیز ۵۸ درجه و ۵۲ دقیقه تا ۵۹ درجه و ۱۸ دقیقه طول شرقی قرار دارد. این شهرستان در دامنه جنوبی رشته کوه‌های بینالود واقع شده است. این شهرستان از شمال به شهرستان طرقبه شاندیز و شهرستان گلبهار، از شرق به بخش احمدآباد شهرستان مشهد، از جنوب به بخش کدکن شهرستان تربت حیدریه و شهرستان میان جلگه و از غرب به بخش مرکزی شهرستان نیشابور و شهرستان میان جلگه محدود می‌شود.
این شهرستان با وسعتی حدود ۱۱۲۶ کیلومتر مربع  حدود ۱ درصد از مساحت استان خراسان رضوی را به خود اختصاص داده است.
سه قله شیرباد، قوچگرد، زنبورگاه و فلسکه در این شهرستان قرار دارند. قرار گرفتن این شهرستان در دشت حاصلخیز پایکوهی بینالود و واقع شدن بین دو شهر پرجمعیت استان یعنی مشهد و نیشابور و عبور راه مواصلاتی و راه‌آهن سراسری تهران - مشهد از داخل این منطقه، موقعیت جغرافیایی و استراتژیکی ممتازی را برای این شهرستان به وجود آورده است که از این نظر می‌توان دورنمای توسعه آن را روشن دید.

## تقسیمات کشوری
شهرستان زبرخان دارای ۲ بخش،۴ دهستان و ۴ شهر و ۶۴ روستا است که ۱۴ روستای آن فاقد دهیاری می باشد. نمای کلی تقسیمات کشوری شهرستان زبرخان به شرح ذیل است:
| بخش       | مرکز بخش  | جمعیت بخش ۱۳۹۵ | نام دهستان | مرکز دهستان | جمعیت دهستان ۱۳۹۵ | شهر             | جمعیت شهر ۱۳۹۵                 |
| --------- | --------- | -------------- | ---------- | ----------- | ----------------- | --------------- | ------------------------------ |
| مرکزی     | قدمگاه    | ۴۵٬۴۰۱ نفر     | زبرخان     | قدمگاه      | ۱۴٬۹۶۵ نفر        | خرو درود قدمگاه | ۱۳٬۵۳۵ نفر ۵٬۷۱۷ نفر ۳٬۰۱۰ نفر |
| مرکزی     | قدمگاه    | ۴۵٬۴۰۱ نفر     | اردوغش     | اردوغش      | ۸٬۱۷۴ نفر         | خرو درود قدمگاه | ۱۳٬۵۳۵ نفر ۵٬۷۱۷ نفر ۳٬۰۱۰ نفر |
| اسحاق‌آباد | اسحاق‌آباد | ۱۱٬۲۳۴ نفر     | اسحاق‌آباد  | اسحاق‌آباد   | ۲۸۷۸ نفر          | اسحاق‌آباد       | ۴٬۲۸۸ نفر                      |
| اسحاق‌آباد | اسحاق‌آباد | ۱۱٬۲۳۴ نفر     | حشمتیه     | حشمتیه      | ۴۰۵۷ نفر          | اسحاق‌آباد       | ۴٬۲۸۸ نفر                      |

## آب و هوا
شهرستان زبرخان بر اساس طبقه‌بندی دومارتن، در منطقه آب و هوایی نیمه خشک قرار گرفته است که آب و هوای آن در نواحی کوهستانی معتدل و در نواحی پست به تدریج بر میزان دما افزوده و از میزان بارندگی کاسته می‌شود. متوسط درجه حرارت سالیانه در این منطقه ۱۲/۹ و میزان بارندگی طی دوره‌های آماری (۱۳۴۵–۷۵) حدود ۲۳۵ میلی‌متر برآورد شده است.

باد غالب در این منطقه، باد دیزباد می‌باشد که از بادهای محلی استان خراسان به‌شمار می‌رود. این باد به جهت شرقی و غربی این شهرستان را در فصل تابستان و پاییز تحت تأثیر قرار می‌دهد و سرعت متوسط آن به ۳۰ تا ۴۰ کیلومتر در ساعت می‌رسد و می‌توان با انجام سرمایه‌گذاری در زمینه ایجاد نیروگاه‌های بادی در مکان‌های مناسب از این انرژی دائمی در جهت توسعه اقتصادی، اجتماعی منطقه استفاده بهینه به عمل آورد.

## جمعیت و مساکن
بنابر سرشماری مرکز آمار ایران، جمعیت شهرستان زبرخان در سال ۱۳۹۵ برابر با ۵۶۶۳۵ نفر بوده است. از این جمعیت ۲۲٬۲۶۲ نفر در مناطق شهری و ۳۴۳۷۳ نفر در مناطق روستایی ساکن می‌باشند. شهرستان زبرخان در مجموع شامل ۱۰۹ آبادی دارای سکنه است.

## سیمای آب شهرستان زبرخان

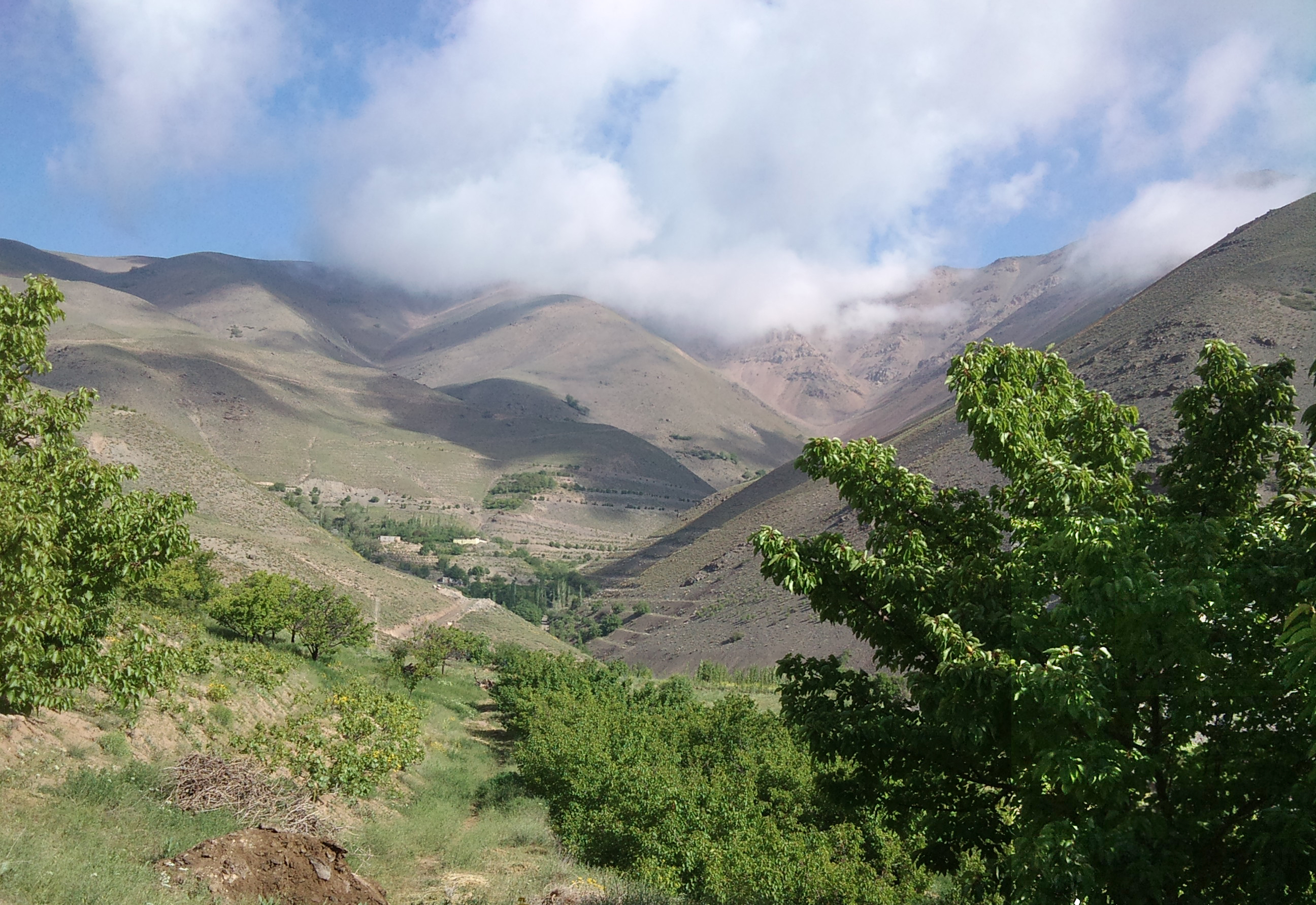
دره نرم پا واقع در رودخانه شهر درود

شهرستان زبرخان به دلیل قرار گرفتن در منطقه پایکوهی بینالود در گذشته از نظر منابع آب‌های سطحی و زیرزمینی تقریباً غنی بوده است ولی در سالهای اخیر به دلیل تغییرات اقلیمی ، بروز خشکسالی های جدی و  پی در پی ، گسترش بی ضابطه کشاورزی و دامپروری مبتنی بر چاه آب ، برداشت بی رویه از منابع آب زیرزمینی و عدم رعایت نظام الگوی کشت ، شهرستان زبرخان شاهد خشک شدن و یا کم شدن حجم خروجی آب اکثر  قنوات، کاهش شدید دبی رودخانه ها،  افت توان آبدهی و عمیق تر شدن عمق چاه های آب بوده که منجر به شکل گیری تنش های آبی بین کشاورزان و حتی ساکنین شهرها و روستاها شده است. تحقیقات نشان داده است که با افت سطح آب های زیر زمینی میزان غلظت سدیم و سایر املاح موجود در آب افزایش پیدا می‌کند و با تداوم وضع موجود ، آب تعداد زیادی از چاه های قسمت های جنوبی شهرستان شور می شود که پس از آن در یک بازه زمانی بسیار کوتاه به دلیل آبیاری اراضی کشاورزی با آب شور بلافاصله جنس و ترکیب شیمیایی خاک تغییر کرده و تبدیل به یک شوره زار بی حاصل خواهد شد.
از مهم‌ترین رودخانه ها در این منطقه می‌توان به رودخانه های شهر خرو موسوم به رودخانه های کوچک و بزرگ خور ، رودخانه درود، رودخانه گرینه و رودخانه دیزباد در سمت شمال شهرستان که راستای شمالی به جنوبی دارند و در سمت جنوب نیز کال تاریخی موسوم به کالشور  با راستای شرقی به غربی اشاره نمود. در خصوص رودخانه های فصلی و دائمی شهرستان زبرخان، بکارگیری روشهای علمی و اجرای طرح‌های آبخیزداری و احداث بندهای خاکی علاوه بر اینکه سبب مدیریت جریان آب های سطحی و تغذیه سفره‌های زیرزمینی میشود ، نقش بسزایی در توسعه پایدار بخش کشاورزی و صنعت ایفا خواهد کرد.
از سوی دیگر ، بیشتر پهنه جغرافیایی شهرستان زبرخان جزو دشت ممنوعه و بحرانی نیشابور می‌باشد که به دلیل حفر گسترده و غیر اصولی چاه های آب کشاورزی در سالهای پس از انقلاب و برداشت بی رویه از مخازن زیر زمینی هم اینک با نرخ فرونشست سالیانه ۸۶ میلیمتر در سال مواجه است که ۲۰ برابر بیشتر از میانگین کشوری می باشد.(مصاحبه مدیر امور منابع آب شهرستان نیشابور با خبرگزاری ایسنا)

### بخش مصارف کشاورزی و دامپروری
بخش عمده‌ای از آب کشاورزی شهرستان زبرخان از ۲۶۶ حلقه چاه آب عمیق با حجم برداشت سالیانه ۷۶.۳ میلیون متر مکعب تامین می شود. 

### بخش مصارف شرب و بهداشتی
تامین آب شرب خانگی و بهداشتی از ۴۱ حلقه چاه عمیق و ۲ حلقه چاه نیمه عمیق با مجموع برداشت ۱۲.۹۳ میلیون متر مکعب در سال صورت می‌پذیرد.
در حال حاضر به دلیل تنش های آبی شکل گرفته در برخی شهرها و روستاهای شهرستان زبرخان اقدامات متعددی برای حفر چاه های آب شرب جدید در دست اقدام می باشد.

### بخش مصارف صنعتی
در حال حاضر آب مورد نیاز بخش صنعتی شهرستان زبرخان از ۲۱ حلقه چاه عمیق با حجم برداشت در مجموع ۱.۵۴ میلیون متر مکعب در سال تامین میشود. 

### بخش خدمات
آب مورد نیاز در بخش خدمات از ۲۰ حلقه چاه عمیق و ۲ حلقه چاه نیمه عمیق با مجموع برداشت سالیانه ۱.۳۷ میلیون مترمکعب تامین میشود.
همانگونه که مشاهده می‌شود بخش کشاورزی و دامپروری شهرستان زبرخان با ۷۶.۳% بیشترین حجم تخلیه منابع آب زیرزمینی شهرستان را انجام می دهد و پس از آن به ترتیب بخش مصارف شرب و بهداشتی با ۱۲.۷۵% ، صنعت ۱.۵۴% و خدمات ۱.۳۷% در رده‌های بعدی قرار دارند.(سیمای آب شهرستان زبرخان مطالعات جامع سال ۱۴۰۰)

## ویژگی‌های اقتصادی زبرخان

### کشاورزی و دامپروری
شهرستان زبرخان به‌دلیل قرارگیری در منطقه پایکوهی رشته کوه‌های بینالود و برخورداری از اقلیم معتدل کوهستانی، شرایط مناسبی را برای فعالیت‌های کشاورزی اقتصادی منطقه بوده است و اساس معیشت و نظام تولیدی در این شهرستان بیشتر بر فعالیت‌های زراعی و دامی استوار است. حدود ۳۸ هزار هکتار (۳۷٪) از اراضی این منطقه جهت فعالیت‌های کشاورزی از حاصلخیز خوبی برخوردار می‌باشند. از مهم‌ترین محصولات کشاورزی منطقه می‌توان به گندم، جو، چغندر قند، پنبه و محصولات باغی از قبیل انگور، آلو، گردو، گیلاس، و سیب درختی اشاره کرد. دامپروری نیز به دلایل شرایط مساعد اقلیمی، بارندگی مناسب و تنوع پوشش گیاهی از اهمیت خاصی برخوردار می‌باشد که از قطب‌های مهم دامپروری در سطح استان خراسان به‌شمار می‌رود.

### صنایع دستی
صنعت تولید قالی دستی رایج‌ترین فعالیت دستی در منطقه به‌شمار می‌رود به طوریکه به عنوان مثال بزرگ‌ترین فرش دستباف جهان به مساحت ۴۳۴۲ متر جهت مسجدی در مسقط، پایتخت کشور عمان و به وزن حدود ۲۲ تن و اشتغال زایی حدود ۶۵۰ نفر بافنده زن روستایی در مدت ۲ سال شاهدی گویا بر پتانسیل و قابلیت بالای منطقه از نظر رواج و توسعه صنایع دستی می‌باشد که از اثرات اقتصادی آن می‌توان به حدود ۵ میلیون دلار درآمد ارزی برای کشور اشاره نمود.

### صنایع کارخانه‌ای
به‌طور کلی شهرستان زبرخان به دلیل برخورداری از موقعیت ممتاز جغرافیایی و طبیعی از قبیل:
- نزدیکی به بازار مصرف دومین شهر پرجمعیت کشور (مشهد)
- سهولت دسترسی به راه‌های ارتباطی به دلیل عبور راه ترانزیتی تهران – نیشابور – مشهد از داخل منطقه
- شرایط آب و هوایی مناسب به دلیل واقع شدن در دامنه رشته کوه‌های بینالود.
- وجود منابع غنی آب‌های سطحی و زیرزمینی جهت استفاده صنایع
- تنوع محصولات زراعی، باغی و دامی
- بالا بودن سطح آموزش و سواد در منطقه جهت کمک به رشد صنعتی
- برخورداری از زمین مناسب جهت استقرار صنایع
- برخورداری از نیروی کار ارزان و موارد متعدد دیگر

در دو دهه اخیر مورد اقبال و توجه سیاست‌گذاران و برنامه ریزان توسعه صنعتی استان خراسان قرار گرفت و با احداث و توسعه شهرک صنعتی شهرستان نیشابور در این منطقه و تعداد زیادی از صنایع پراکنده، شهرستان زبرخان چهره صنعتی به خود گرفته است.

## نگارخانه

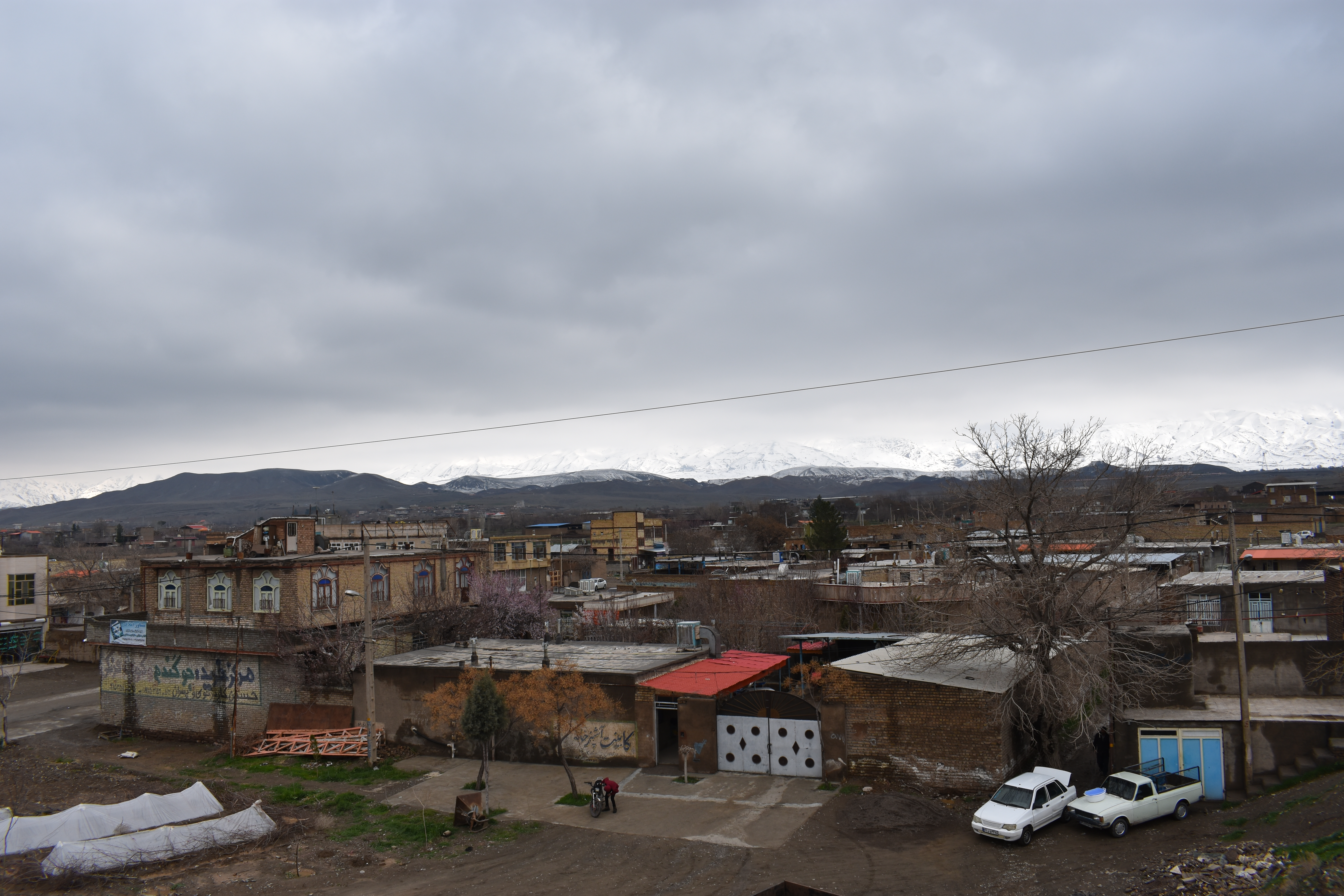
روستای حاجی‌آباد از توابع شهرستان زبرخان
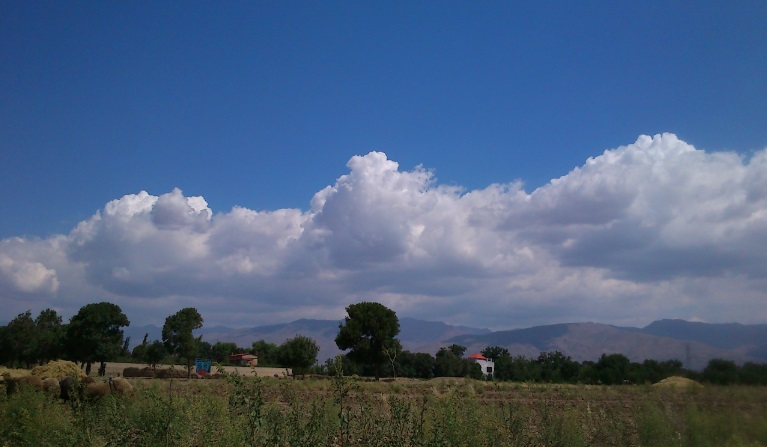
روستای دانه کاشفیه از توابع شهرستان زبرخان
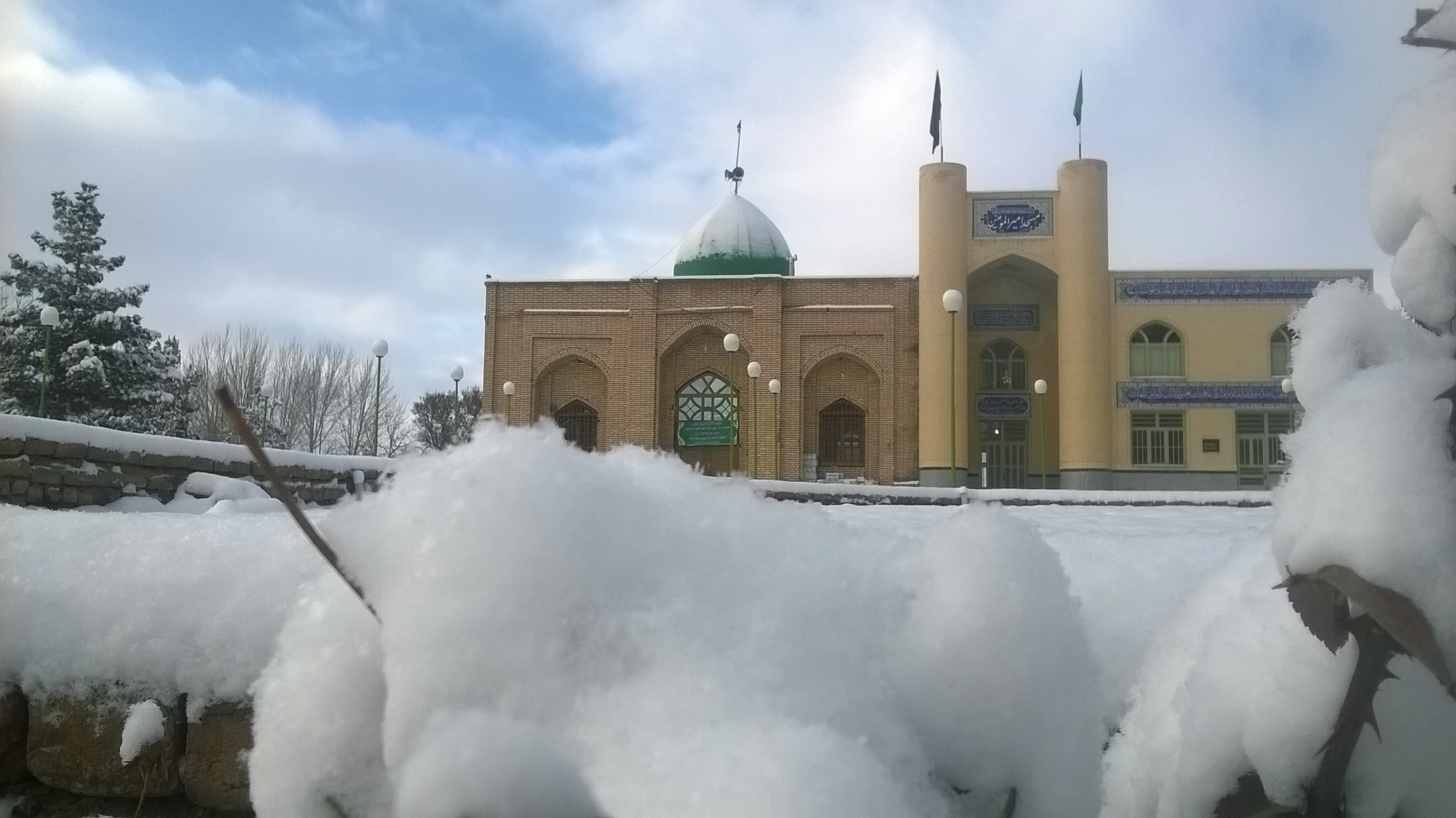
امامزاده سلطان سید حبیب(ع) روستای حاجی‌آباد
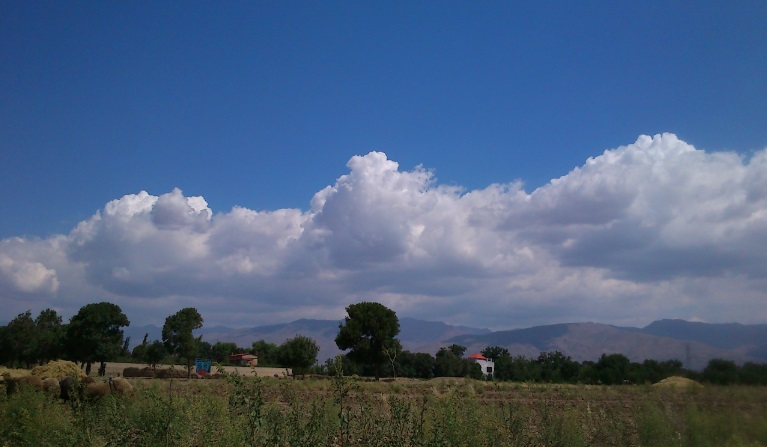
روستای دانه کاشفیه از توابع شهرستان زبرخان
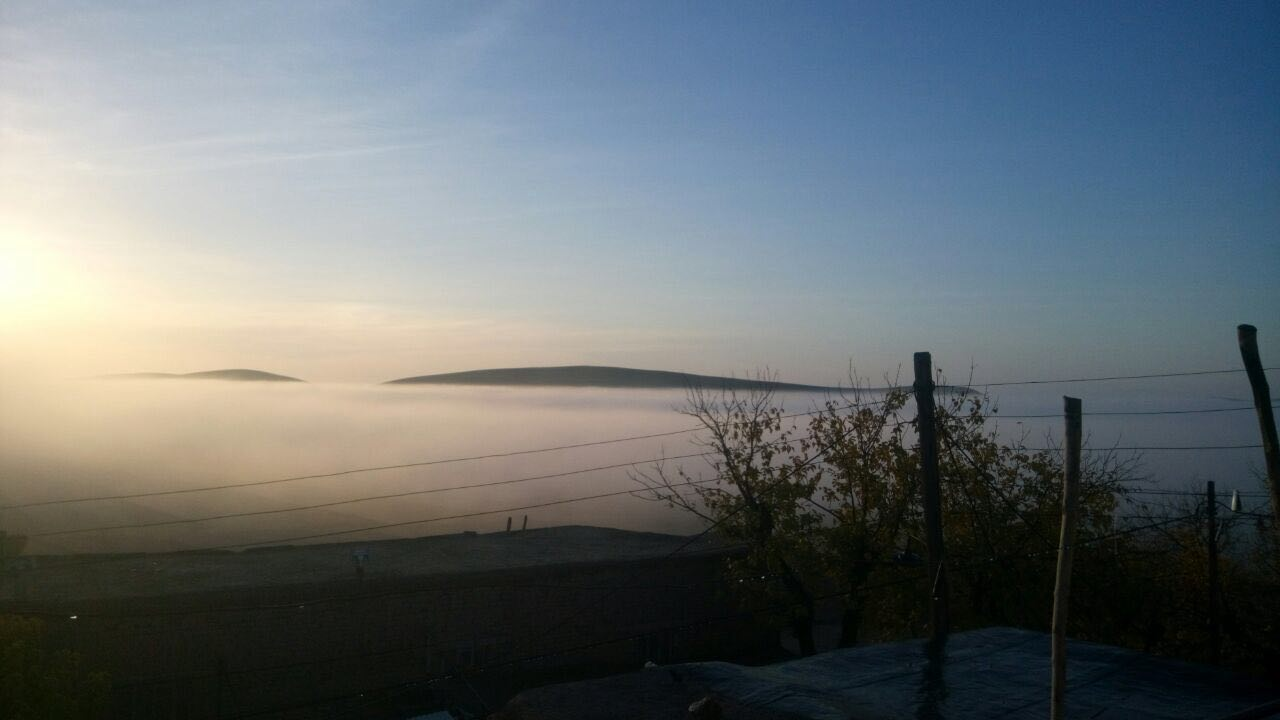
روستای کلاته سلطانی از توابع شهرستان زبرخان
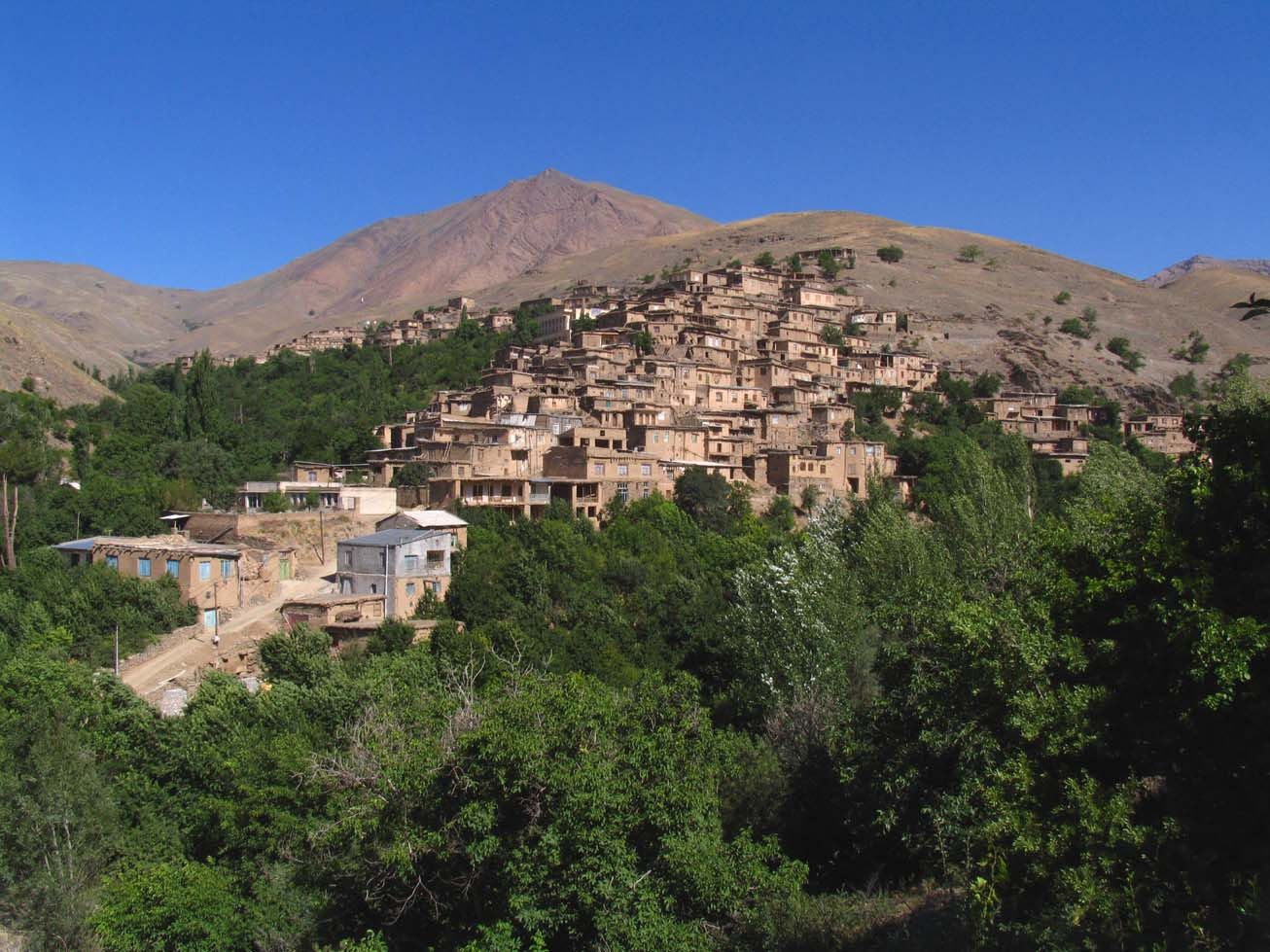
روستای دیزباد از توابع شهرستان زبرخان
مزارع جو و گندم روستای حاجی‌آباد زبرخان
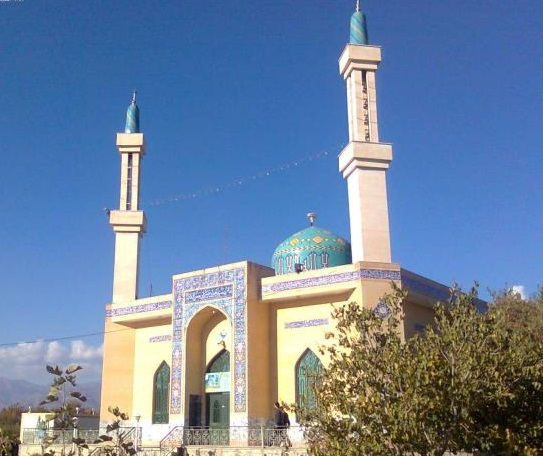
امامزاده روستای باغشن از توابع شهرستان زبرخان
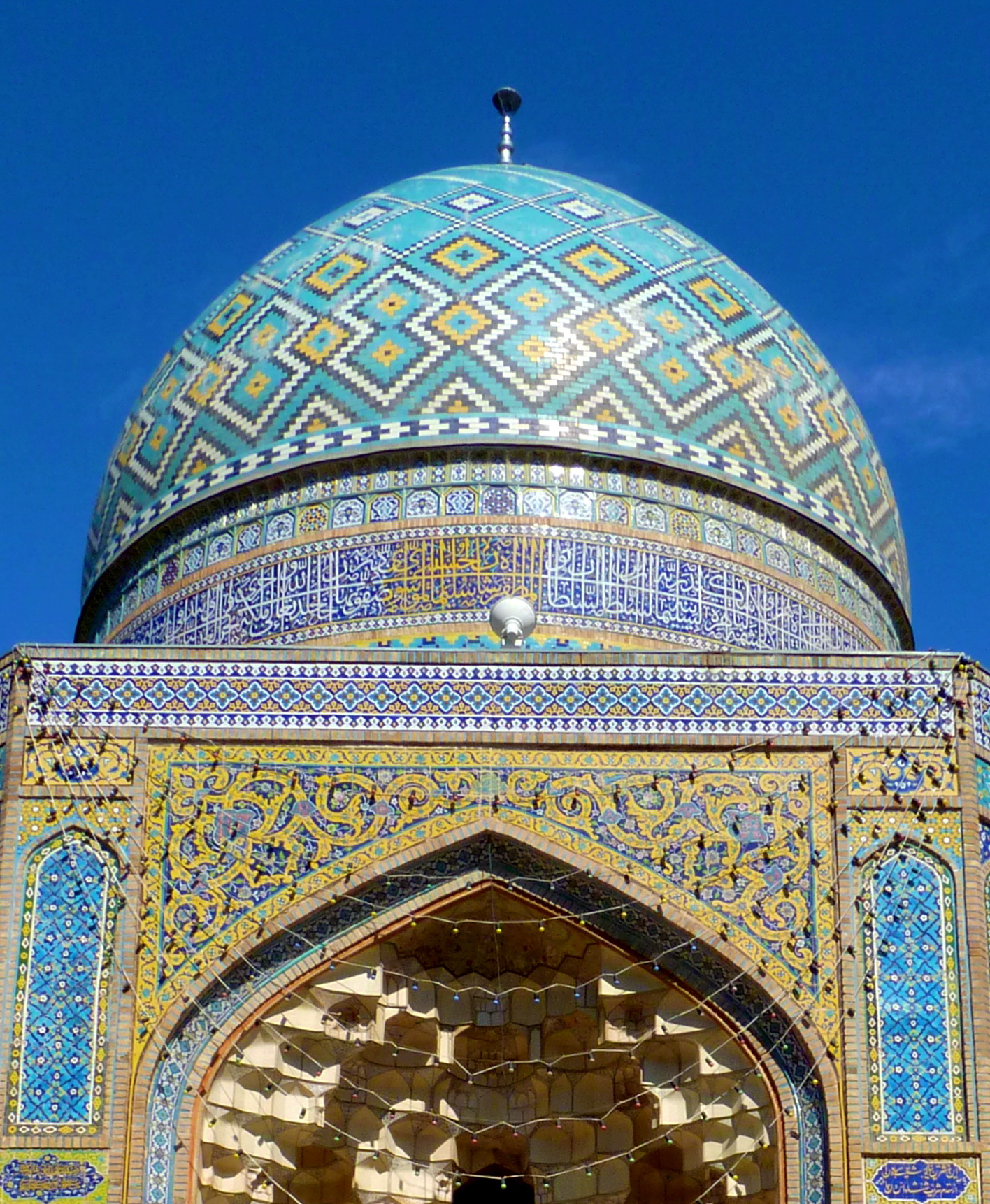
بقعه قدمگاه رضوی از توابع شهرستان زبرخان
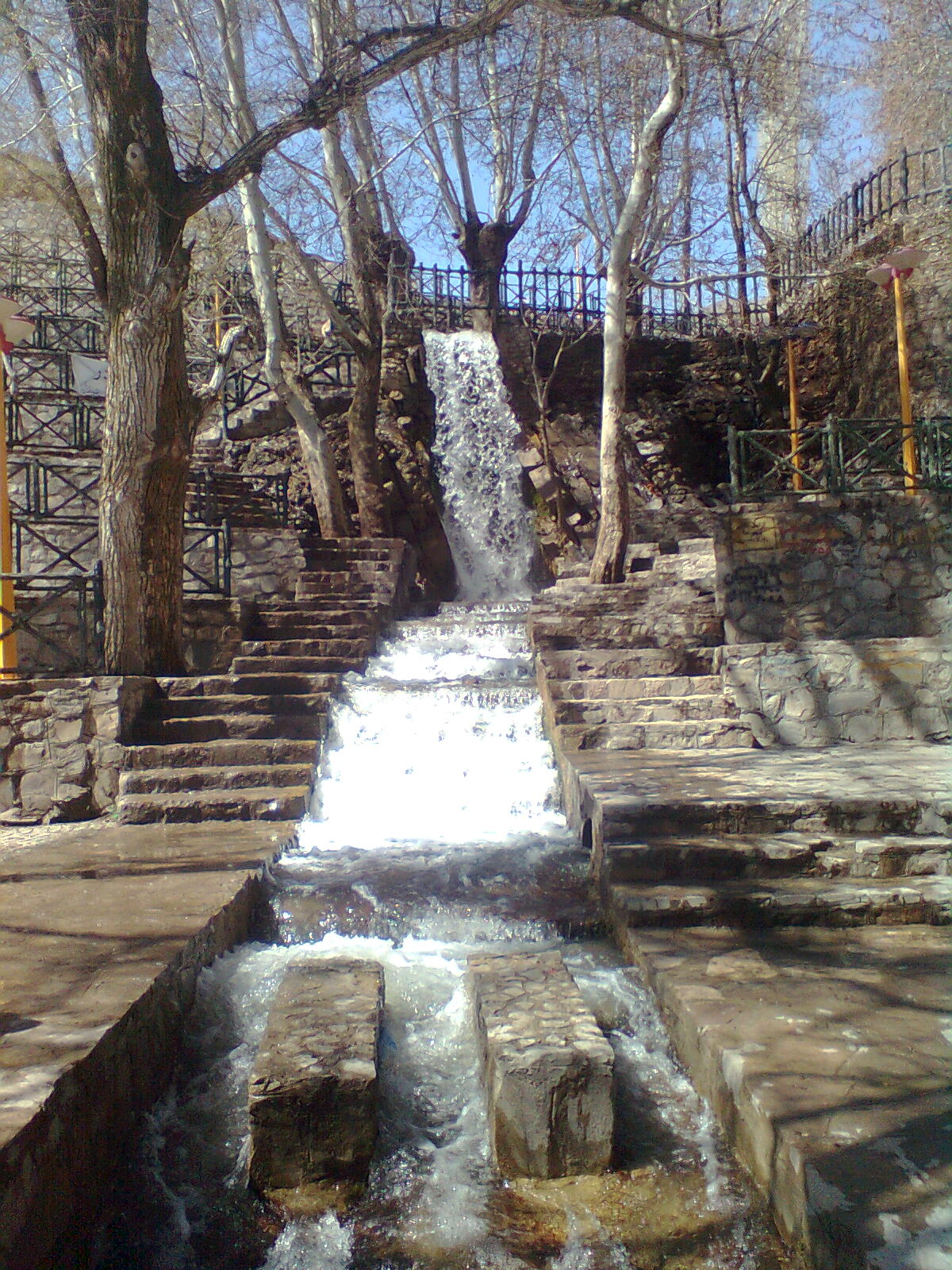
درود شهر آبشارها از توابع شهرستان زبرخان
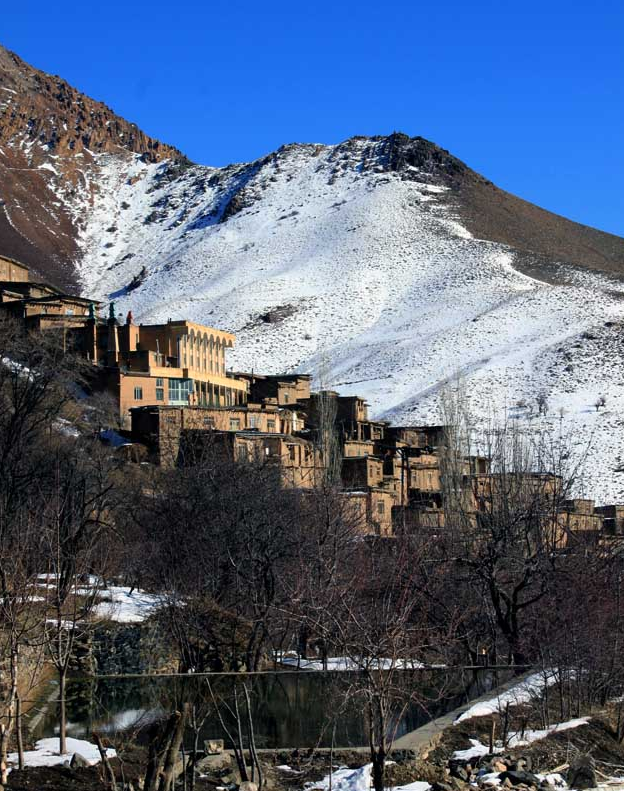
روستای دیزباد از توابع شهرستان زبرخان
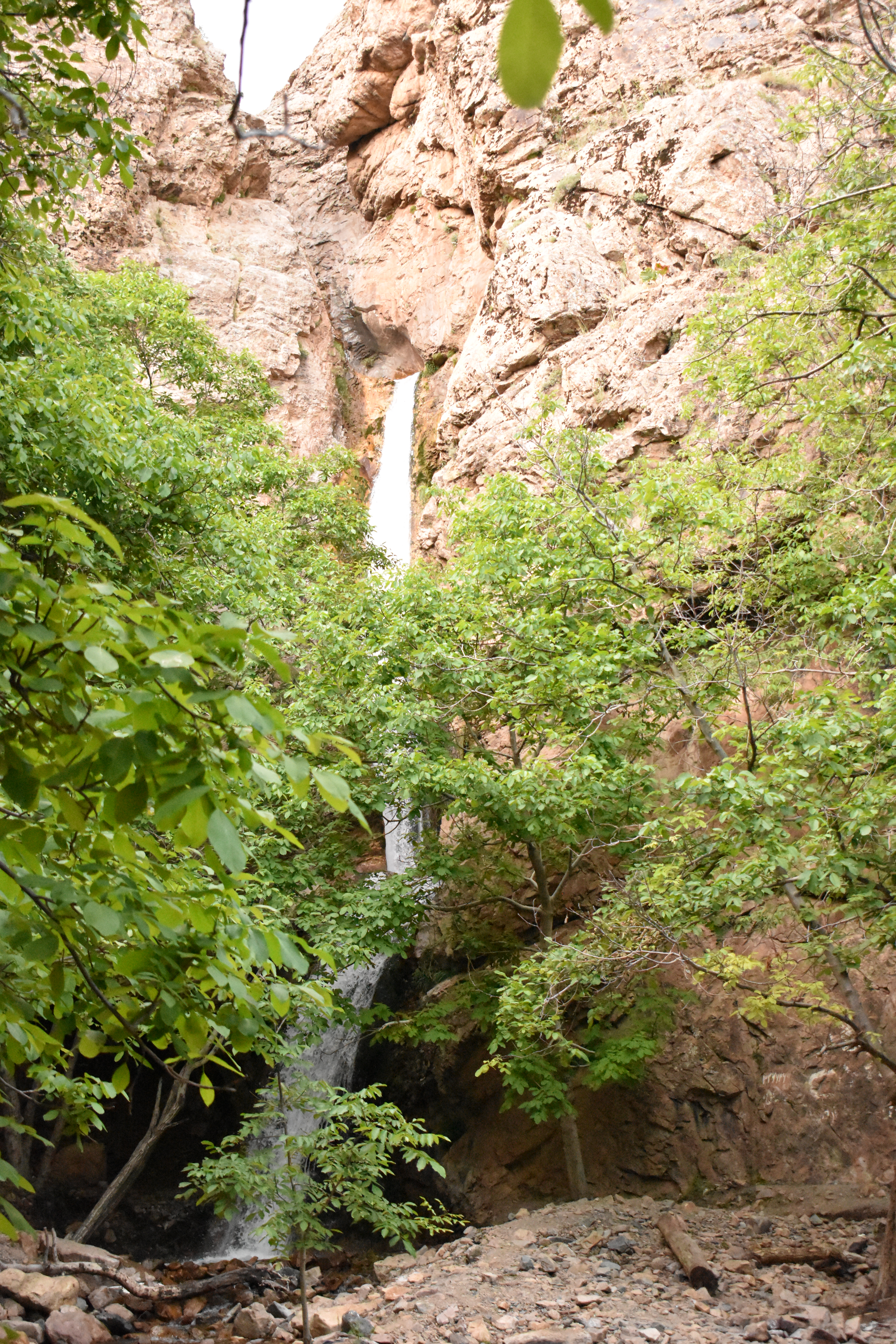
شهر خرو از توابع شهرستان زبرخان